# Старая Андреевка (Пензенская область)
 Старая Андреевка  — село в Неверкинском районе Пензенской области. Административный центр Староандреевского сельсовета.

## География
Находится в юго-восточной части Пензенской области на расстоянии приблизительно 7 км на северо-запад от районного центра села Неверкино на левом берегу Елань-Кадады.

## История
Впервые упоминается в 1709 году как деревня Азрапина, Андреевка тож, Узинского стана Пензенского уезда, на реке Кададе, в ней 53 двора ясачной мордвы, 226 человек. Основана как деревня ясачной мордвы, переведенной для обеспечения строительства сызранско-пензенской и петровской оборонительных линий. В 1718 году здесь было 72 двора ясачной мордвы, 353 человека. Отдельно показана в те же годы деревня ясачных чувашей Андреевка на Кададе, в которой в 1709 году 28 дворов ясачных чувашей, 66 человек; в 1718 — 16 дворов, 40 человек. Около 1747 году проведено крещение чувашей. В 1748 отмечена мордовская «деревня Азрапина, что на Кададе», Узинского стана Пензенского уезда, 65 ревизских душ и чувашская деревня Андреевка, 81 ревизская душа. Со 2-й половины 18 века в деревню подселились русские государственные крестьяне, однако и позднее именовалась чувашской деревней. В 1747 году в деревня Андреевке проживала 81 душа мужского пола чувашей. В 1795 году в деревне Старой Андреевке 12 дворов, 48 ревизских душ. В 1877 году 166 дворов, церковь. В 1886 году — 1109 жителей, в 56 дворах чуваши, в 136 — русские. В 1911 году — Планской волости, 289 дворов, церковь, церковноприходская школа. В советское время работали колхозы «Путь к коммунизму» и «Дружба» и обувная фабрика, выпускавшая войлочную обувь. В селе были фельдшерско-акушерский пункт, дом культуры, средняя школа, библиотека, школьный музей, стадион. В 2004 году — 336 хозяйств.

## Население
| 1750  | 1795 | 1859 | 1911  | 1926  | 1939  | 1959  |
| ----- | ---- | ---- | ----- | ----- | ----- | ----- |
| 292   | ↘100 | ↗750 | ↗1633 | ↗1849 | ↘1469 | ↗1702 |
| 1979  | 1996 | 2004 | 2010  |       |       |       |
| ↘1222 | ↘955 | ↘844 | ↘610  |       |       |       |